# 緑の館 (映画)
『緑の館』（みどりのやかた、Green Mansions）は、ウィリアム・ハドソンの小説『緑の館』を原作とした1959年のアメリカの恋愛映画。主演はオードリー・ヘプバーンとアンソニー・パーキンス。当時ヘプバーンの夫だったメル・ファーラーが監督をつとめた。
エイトル・ヴィラ＝ロボスが音楽を一部担当した数少ない作品としても知られる。

## ストーリー
ベネズエラの首都カラカスで政変が起こり、大臣だった父を殺された青年アベルもまた追われる身となっていた。アベルは反乱軍への反撃の資金のため、金塊を求めてアマゾンの奥地へ向かった。

途中でアベルは現地人に捕らえられ、ルニという酋長を戴くマニプリの村に連れて行かれる。そこでアベルは一日中炎天下で立ったまま途切れることなく喋り続けなければならないという勇気を試され、成功し村に受け入れられた。ルニの首には黄金を繋げた首飾りが着けられていた。

ある日、アベルが村で唯一言葉が通じる酋長の息子クアコと出かけているときに、近くに森が見えた。あそこへは狩りをしに行かないのかと尋ねると、クアコはあの森は禁忌の森で、狩りはルニによって禁じられていると言う。アベルはルニが金のありかを隠していると思い、ある日その森の中へ入って行く。

そこは狩りがされない為、生物たちの楽園であった。しばらく歩いていると疲れて池で水を飲むが、その水面に森の妖精のような美しい少女の顔が映る。慌てて頭を起こしてその少女を探すが、見つからなかった。アベルは諦めて村へ戻る。

村へ戻ると、アベルはクアコを通じてルニからディディの娘を殺してこいと言われる。かつてルニが誰よりも目をかけていた長男が森で狩りをしようと矢を放つと、ディディの娘という魔女がその矢を掴んで心臓に投げ返し、長男は死んだのだと。

翌日アベルは森へ入り、少女を見つけて危険が迫っていると警告するが、その時サンゴヘビに噛まれて倒れてしまう。2日間うなされたあと眼が覚めると、アベルはある小屋の中で寝ていた。そこには老人ヌフロと孫娘のリーマが住んでいた。リーマがあの時の少女で、ヌフロはリーマがすぐにアベルの噛まれた足から血を吸い出し、命を助けたという。

アベルは時間をかけて回復していった。リハビリで森を歩いてリーマのことを訊き出す。リーマは母はもう死んでいる、でも話せるほど魂は近くにいて、いつも森の中で母とお話ししていると言う。

ある日、森の中でリーマとアベルはハタの花を見つける。リーマはハタの花は月夜に咲きやがて消えるが、決して滅びないという。次の月夜にはまた別の場所で咲いている、だから明日消えても悲しむことはない、と。

リーマとアベルは愛し合うようになるが、リーマは自分の気持ちがわからなくて、森の中で、母に私はもう元のリーマではない、あの人がいないと不安になるのに、会うと震えてしまうと伝える。

ある時、リーマとアベルは遠くが見える開けた場所に行く。そこでリーマはあっちの方はなんて言う場所？とアベルに問いかける。アベルは向こうは未開の地リオラマだというと、リーマの顔色が変わった。リオラマ！そここそが私が生まれた場所だと。自分の名前も本当はリオラマで、略してリーマなのだと。

近くに生まれ故郷があるのに、騙されていたと知ったリーマはヌフロを攻め立ててリオラマへ向かう事にする。
その前に一度アベルは村へ戻る事にするが、村の様子が違う。明日クアコ率いる村の連中がディディの娘を殺しに行くという。兄が殺されたことを思いだせ！とアベルは言うが、クアコはニヤリとする。アベルはクアコが兄を殺したことを知り、必死でルニに伝えようとするが、言葉が通じず、逆にアベルは拘束されてしまう。

その晩、村ではクアコの出陣の儀式が行われ、皆が酔いつぶれた後にアベルは紐を解いて森へ逃げ出した。

森の小屋へ着くと大急ぎで危険を知らせ、ヌフロとリーマと共にリオラマを目指す。途中首刈り族に襲われたりもしたが、なんとかリオラマの手前の崖の洞窟にたどり着く。そこに入ると、リーマはかつてここに来たことがあるのを思い出す。昔ヌフロは盗みや殺人を繰り返す無法者の集団にいた。リオラマへも盗みが目的で入ったが、そこではリオラマの村で大虐殺が行われた。ヌフロは殺人はせず、無法者たちが嫌になり抜け出したところ、4歳のリーマと怪我をした母を見つけてこの洞窟へ匿ったのだが、リーマの母はリーマをヌフロに託してそこで死んだ。ヌフロは忌まわしい思い出のリオラマへは行けないと言い、リーマはヌフロをなじる。

全てを知ったリーマは崖の下の村へ行くが、そこは誰1人いない崩れた廃墟があるだけだった。身内は死に絶え、たった1人であることを知ったリーマはかつての自分の家だったところに入ると「お母さん！」と叫び失神して倒れてしまった。リーマを抱き上げて洞窟へ連れ帰るアベル。

ようやく目を開いたリーマはアベルに対する気持ちが愛だったことを知り、やっと心が穏やかになる。ヌフロはその間に先に森へ向かって帰っていった。

ヌフロをなじって悪いことをしたとリーマもヌフロを追ってアベルが目覚めるより先に森へ戻っていった。

ところが、森ではディディの娘が居なくなったと、クアコたちが森に入っていた。帰って来たヌフロを見ると小屋に火をつけた。

リーマが焼け跡の小屋に着いたときにはヌフロはもう虫の息であった。ヌフロを許し、愛していると言うが、ヌフロは息絶えてしまった。しかしそこにもクアコたちが迫ってくる。

森の中を逃げ惑うリーマ。とうとう追い詰められて、巨木に登る。クアコたちは枯れ枝を木の根元に積み上げ、そこに火を点ける。やがて火はリーマのいるところまで燃え広がってくる。絶望で「アベル、アベル！」と叫ぶリーマ。

アベルがやっと森へ戻るとクアコに会う。クアコはディディの娘を焼き殺した、全て灰になったと笑う。激昂したアベルは死闘の末、クアコを仕留めた。

アベルは森を歩いて、燃やされた巨木を見つける。苦悩するアベルは「明日消えても悲しむことはない」というリーマの声を思い出す。リーマを求めて彷徨うアベルの前に、ハタの花が咲いていた。振り向くと遠くには幻影のリーマが立っていた。

## キャスト
| 役名         | 俳優                   | 日本語吹替 | 日本語吹替        |
| 役名         | 俳優                   | NHK版      | TBS版             |
| ------------ | ---------------------- | ---------- | ----------------- |
| リーマ       | オードリー・ヘプバーン | 谷育子     | 二宮さよ子        |
| アベル       | アンソニー・パーキンス | 長谷川哲夫 | 飯野おさみ        |
| ヌフロ       | リー・J・コッブ        | 梓欣造     | 神田隆            |
| ルニ         | 早川雪洲               |            | 藤本譲            |
| クアコ       | ヘンリー・シルヴァ     | 田村保     |                   |
| ドン・パンタ | ネヘミア・パーソフ     |            |                   |
| 僧侶         | マイケル・ペイト       |            |                   |
| クラ・クラ   | エステル・ヘムズリー   |            |                   |
| 不明 その他  | N/A                    |            | 蟹江栄司 細井重之 |

- NHK版：初回放送・1969年2月22日『劇映画』20:00-21:30
- TBS版：初回放送・1974年8月19日『月曜ロードショー』

## スタッフ
- 製作：エドマンド・グレンジャー
- 監督：メル・ファーラー
- 原作：ウィリアム・ヘンリー・ハドソン
- 脚色：ドロシー・キングスレイ
- 音楽：ブロニスラウ・ケイパー、エイトル・ヴィラ＝ロボス、シドニー・カットナー（クレジットなし）[5]
- 主題歌「緑の館の歌」
  - 作曲：ブロニスラウ・ケイパー
  - 作詞：ポール・フランシス・ウェブスター
  - 唄：アンソニー・パーキンス
- 撮影：ジョセフ・ルッテンバーグ
- 美術：ウィリアム・A・ホーニング、プレストン・エイムズ
- 装置：ヘンリー・グレイス、ジェリー・ウンダーリッチ
- 舞踏振付：キャサリン・ダンハム
- 衣装：ドロシー・ジーキンス
- 編集：フェリス・ウェブスター
- エンドタイトル曲のソロ・ソプラノ：マーニ・ニクソン（クレジットなし）[6]

### 日本語版
- 字幕翻訳：森みさ（ソフト）

| 吹き替え | NHK版 | TBS版       |
| -------- | ----- | ----------- |
| 演出     |       | 斎藤敏夫    |
| 翻訳     |       | 岩佐幸子    |
| 調整     |       | 飯塚秀保    |
| 効果     |       | TFCグループ |
| 選曲     |       | 重秀彦      |
| 制作     |       | 東北新社    |
| 制作     | NHK   | TBS         |

## 製作

### 企画
映画化権は1932年にドロレス・デル・リオのための企画としてRKOが買っていた。しかし映画化は実現せず、11年後にフリーのプロデューサーが買い取った。さらに1945年にはMGMに売られ、1953年にはヴィンセント・ミネリ監督、ピア・アンジェリ主演で企画されたが、これも実現しなかった。
1956年、MGMの作品だった『パリの恋人』をパラマウントに売る際に、オードリー・ヘプバーンが将来MGMで1本撮るという条件があった。そのためヘプバーンはMGMの製作部長に会いに行き、メル・ファーラーを監督に起用するなら『緑の館』に主演すると申し出た。
相手役にはアンソニー・パーキンスが選ばれたが、ヘプバーンにとって初めての年の近い共演者（パーキンスの方が3歳年下）であった。
1958年、ヘプバーンは先に『尼僧物語』を撮っていたため、ヘプバーンが『尼僧物語』のロケでコンゴに行っている間に、メル・ファーラーは南米へ『緑の館』のロケ地を探しに行っていた。しかしジャングルの木々は密生し、陽は充分に射し込まず、宿泊施設も最も原始的なものしか望めなかったため、一部の屋外シーンを除いてMGMのスタジオで撮影されることになった。
またこの映画にはリーマの後を常についてくる子鹿が必要だったため、ヘプバーンは撮影前に動物園から生後4週間の子鹿を引き取って育て、イップと名付けて愛情を注いだ。イップもやがてヘプバーンを母親と思い込むようになり美容院やスーパーマーケットにもついていった。

### 撮影
この作品はシネマスコープでテスト撮影がなされたが、ヘプバーンの角張った顔を強調することがわかった。そのため新しいワイド・スクリーン方式のパナビジョンでテストすると、歪みは解消され、ヘプバーンはノーマルな顔になっていたので、ヘプバーンやメル・ファーラーを含む映写室で拍手が起こったという。やがてパナビジョンはシネマスコープを追い越して業界に定着するが、開発者のロバート・ゴットシャルクはパナビジョンの成功はヘプバーンの角張った顔のおかげだと言うようになった。『緑の館』と『ベン・ハー』はパナビジョンで撮影された最初の2本であった。
映画の撮影は1958年7月から行われており、ヘプバーンは撮影時29才。実際は『尼僧物語』の後にこの作品を撮影しているが、公開はアメリカ・日本とも『尼僧物語』よりも先になった。
原住民の酋長役の早川雪洲は、ラストシーンはハッピーエンドと悲劇と2通り撮影していたと語っている。
ファーラー夫妻にとって悲しいことに、『緑の館』は批評家にも一般の観客にも評判が良くなかった。ただし、アメリカの書評誌サタディ・レヴューのように、「ヘップバーンの牝鹿のような優雅さはおそらくわれわれの予想以上に原作のリーマに近いだろう」という好意的な批評もあった。

## エピソード
- 原住民の酋長役の早川雪洲のインタビューで、「ある日キャデラックから扇子と草履が見えたので、はてな？と思って見てみると、なんと和服姿のオードリーだった。驚いてる僕のところへ来ると、今日は日本娘になって、ホームシックのあなたを慰めに来た、なんて言うんだよ。」と答えている[31][30]。その時に早川雪洲と一緒に撮った写真も掲載されている[33][34]。
- 1991年4月22日にニューヨークで開かれた「オードリー・ヘプバーンをたたえる夕べ」で、出席したアンソニー・パーキンスは、ビリー・ワイルダー監督の『お熱いのがお好き』に出演のオファーがあったが、『緑の館』でオードリーと共演するためにそれを断ったとスピーチした[35]。
- オードリー・ヘプバーンの吹替の声優である池田昌子が、担当していない映画作品の1つ[36]でもある。
- 黒澤明監督の映画『乱』でアカデミー衣装デザイン賞を受賞したワダ・エミはヘプバーン映画で好きな3本の中に『緑の館』を入れている[37]。
- 手嶌葵は『麗しのサブリナ』『ローマの休日』と並んで好きな作品だと語っており、映画の中でアンソニー・パーキンスが歌う「緑の館の歌 (Song Of Green Mansions)」をどうしても歌ってみたいと思い、アルバム『La Vie En Rose ～I LoveCinemas～』で収録している[38]。